# Zuidveen

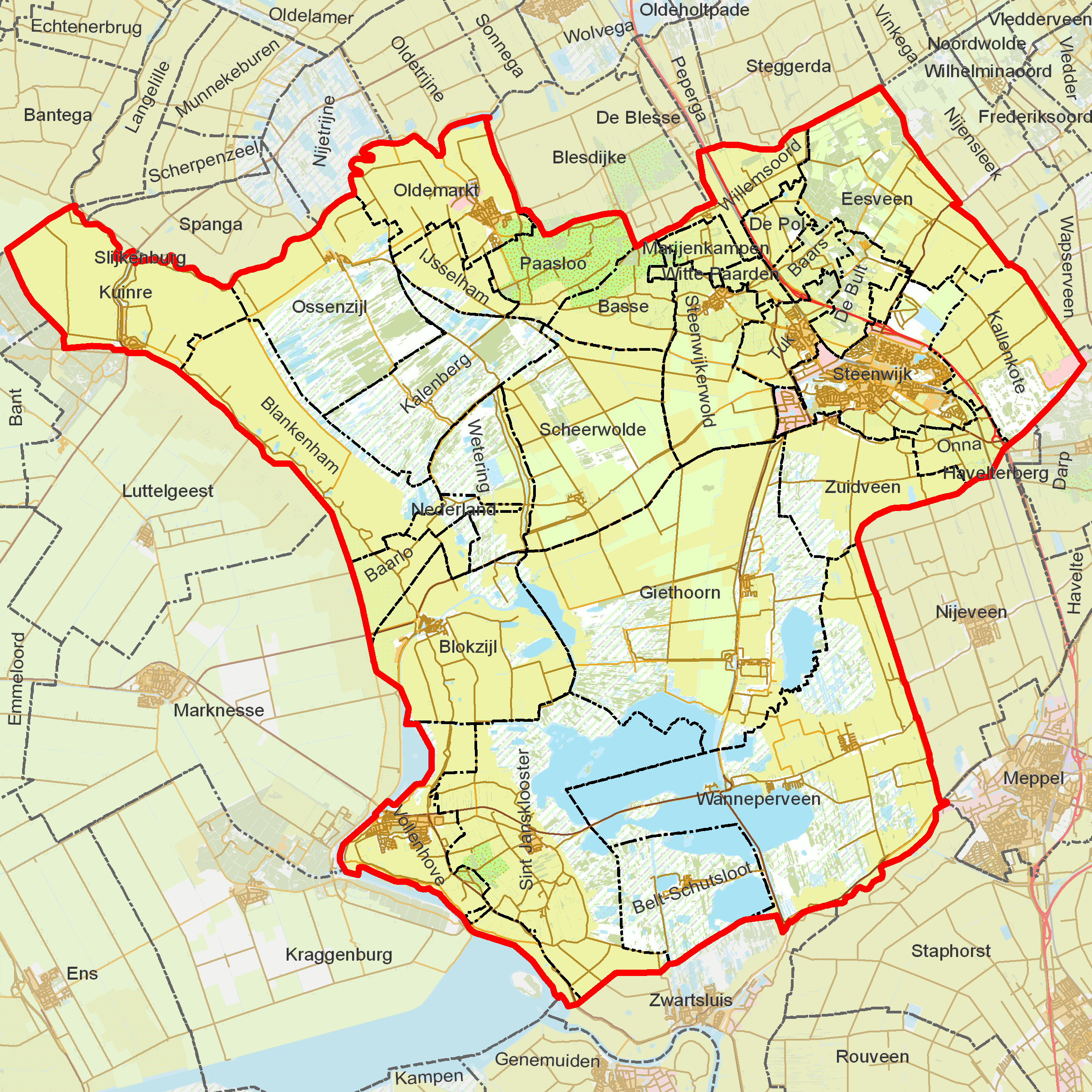
Położenie Zuidveen na mapie (przysiółek znajduje się po prawej stronie)

Zuidveen – przysiółek w Holandii, w gminie Steenwijkerland. W 2008 roku zamieszkana przez 616 ludzi. Zuidveen jest położone na południe od miasta Steenwijk.

## Lokalizacja
Zuidveen znajduje się na północnym zachodzie prowincji Overijssel wzdłuż drogi N333, która w miejscu przecięcia przysiółka nazywa się Zuidveenseweg.